# Norman René
Norman René est un réalisateur et producteur américain né en 1951 à Bristol et mort le 14 mai 1996 à New York. Également metteur en scène de théâtre, il a collaboré avec le dramaturge Craig Lucas (en).

## Biographie
Après des études à l'université Johns-Hopkins puis à l'université Carnegie-Mellon, il s'installe à New York où il fonde en 1977 la compagnie théâtrale The Production Company. Il meurt du SIDA à l'âge de 44 ans.

## Filmographie

### Cinéma
- 1989 : Un compagnon de longue date (Longtime Companion)
- 1992 : Le Baiser empoisonné (Prelude to a Kiss)
- 1995 : Reckless (en)

### Télévision
- 1987 : American Playhouse (en), épisode « Blue Window » (6.17)

## Distinctions
- Festival du film de Sundance 1990 : prix du public pour Un compagnon de longue date